# Intrygant
Intrygant (ang. The Informant!) – amerykański komediodramat kryminalny z 2009 roku w reżyserii Stevena Soderbergha. Powstał na podstawie powieści non-fiction pod tym samym tytułem autorstwa Kurta Eichenwalda.

## Fabuła
Agencja państwowa FBI otrzymuje zawiadomienie o nadużyciach dotyczących ustalania cen w ogromnej korporacji spożywczej Archer Daniels Midland (w skrócie ADM). W trakcie śledztwa okazuje się jednak, że informator (Matt Damon) ma we współpracy swój cel. Nie wzbudzając jakichkolwiek podejrzeń, zdefraudował miliony firmowych pieniędzy.

## Obsada
- Matt Damon jako informator Mark Whitacre
- Scott Bakula jako agent FBI Brian Shepard
- Joel McHale jako agent FBI Robert Herndon
- Melanie Lynskey jako Ginger Whitacre
- Thomas F. Wilson jako Mark Cheviron
- Tom Papa jako Mick Andreas
- Rick Overton jako Terry Wilson
- Patton Oswalt jako Ed Herbst
- Scott Adsit jako Sid Hulse
- Eddie Jemison jako Kirk Schmidt
- Clancy Brown jako Aubrey Daniel
- Arden Myrin jako Sarah Scott
- Tom Smothers jako Dwayne Andreas
- Richard Steven Horvitz jako Bob Zaiderman
- Paul F. Tompkins jako agent FBI Anthony D’Angelo